# 細胞記憶
細胞記憶（さいぼうきおく）という言葉は、以下の異なった二つの概念にあてられている。
- 個々の細胞の遺伝子発現パターンの差異が細胞分裂を経ても安定に維持される、ということ。個々のDNAに加えられた後天的な修飾の維持。エピジェネティクス。（科学的な説）
- 人間の思い出や癖や嗜好というのは、脳だけではなくひとつひとつの細胞にも記憶されているのではないか、という思いなし、小説的モチーフ、未検証の仮説。

## エピジェネティクス
高等生物では、各器官・組織へと分化した細胞が、それぞれの役割に応じて正常に機能する必要がある。各組織構成の基盤となっている多能性幹細胞ひとつひとつは、自己の遺伝子発現プロファイルの変化を「記憶」しながら、次第にその終末的姿へと分化してゆく。
多細胞生物の各細胞における個々の遺伝子発現パターンの差異は細胞分裂を経ても維持され（細胞記憶）、細胞分裂停止後もその記憶は長期に渡り維持される必要がある。この細胞の「記憶」が何らかの原因で破綻すれば生物体は甚大な障害に直面するので、生物はその進化の過程において、この「記憶」を整理し、維持してゆくためのシステムを獲得したものと考えられている。
ただし、その「記憶」については、従来は「遺伝子発現プロファイル」そのものの研究ばかりが行われてきており、一体どのようなメカニズムで細胞の「記憶」として整理しているのかは、未だ解明されていない。最近になって、細胞が「遺伝子発現プロファイル」の「変化」をどのように「記憶」するのかということを明らかにしようとする研究が始まった（国立遺伝学研究所など）。こうした研究者は、細胞の記憶メカニズムを理解し、誤った細胞記憶の修正や操作の方法を確立することで、将来的にはそれを医学・医療に応用することを目標としている。
最近では前述の細胞による記憶のメカニズムを「エピジェネティクス」「エピジェネティクス制御システム」などと総称するようになってきている。

## 思い出や癖が記憶されている、とする思いなし
単にフィクションのストーリー展開のための便利なモチーフとして活用しているものから、真正面から考察して疑似科学的になっているものまで、さまざまなバリエーションがある。

### フィクションでの活用例
- 夏の香り - 韓国ドラマ。心臓移植を受けたヒロインが、その心臓の元の持ち主だった女性の恋人（男性）を見るたびに胸（心臓）が高鳴り、やがて恋に落ちてゆく。
- エンジェル・ハート（北条司） - 心臓移植を受けたヒロインの中に、心臓の元の持ち主が意識として生き続ける。
- ドグラ・マグラ（夢野久作） - 先祖の心理的経験が遺伝するという心理遺伝が扱われている。
- ブラッド・ミュージック（グレッグ・ベア）- イントロンに個人の記憶情報が書き込まれ、子孫へと受け継がれていく。
- ゴジラvsコング(アダム・ウィンガード)- 登場人物の一人がコングの持つ遺伝子記憶で地下空洞に送り返す。

### 真正面からの考察・主張
2002年春 Journal of Near-Death Studies（査読なしの雑誌）においてCellular Memory in Organ Transplants という論が掲載された。

こうした考え方には、大多数の科学者は否定的な見解を持っており、疑似科学だろうと判断・予測している。ただし、慎重な科学者・医師の一部には、存在の可能性を頭から完全否定するということはせず、真偽が探求されつづけることにそれなりに関心を持っている者もいる。

### 関連する文献類
- Sylvia, Claire (1997). A Change of Heart. New York, New York: Little, Brown and Company. ISBN 0-316-82149-7
- Pearsall, Doctor Paul; et alii (1999). The Heart's Code. New York, New York: Broadway Books. ISBN 0-7679-9942-8